# قاموس بلاك القانوني

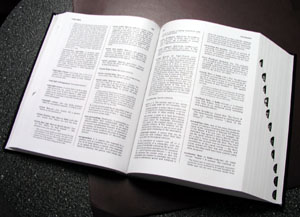
قاموس القانون الأسود الإصدار 7

قاموس بلاك القانوني أو قاموس القانون الأسود (Black's Law Dictionary) هو قاموس ألفه هنري كامبل بلاك، يعد قاموس القانون الأكثر استخداما في الولايات المتحدة. حيث يعتبر مرجعاً لاختيار المصطلحات في المذكرات القانونية واستشارات المحكمة وقد تم الاستشهاد به كسلطة قانونية ثانوية في العديد من قضايا المحكمة العليا في الولايات المتحدة.
وتعتبر الإصدارات المختصرة وكتب الجيب أحدث الإصدارات للشخص العادي أو الطالب عند مواجهة مصطلح قانوني غير مألوف.